# 陳希曾 (清朝)
陳希曾（1766年—1816年），字集正，一字雪香，號鍾溪，江西新城人。清朝政治人物、探花。
陳希曾於乾隆五十四年（1789年）中式己酉科江西鄉试第一名举人（解元）。乾隆五十八年（1793年）中式癸丑科一甲第三名進士（探花）。授翰林院編修。歷任四川學政、山西學政、詹事、內閣學士等職。官至刑部左侍郎。

## 外部連結
- 陳希曾 （页面存档备份，存于） 中研院史語所